# Углицький повіт
Углицький повіт —  адміністративно-територіальна одиниця Ярославської губернії Російської імперії і РРФСР, що існувала в 1777-1929 роках.  Повітове місто - Углич. 

## Географія
Углицький повіт розташовувався на правому березі Волги в південно-західній частині Ярославської губернії. Межував з Мишкінським, Рибінським, Романово-Борисоглібським, Ярославським і Ростовським повітами Ярославської губернії, Переславським повітом Володимирській губернії і Калязинським повітом Тверської губернії. Площа повіту становила 3037,8 кв.  верст. 

### Сучасне становище

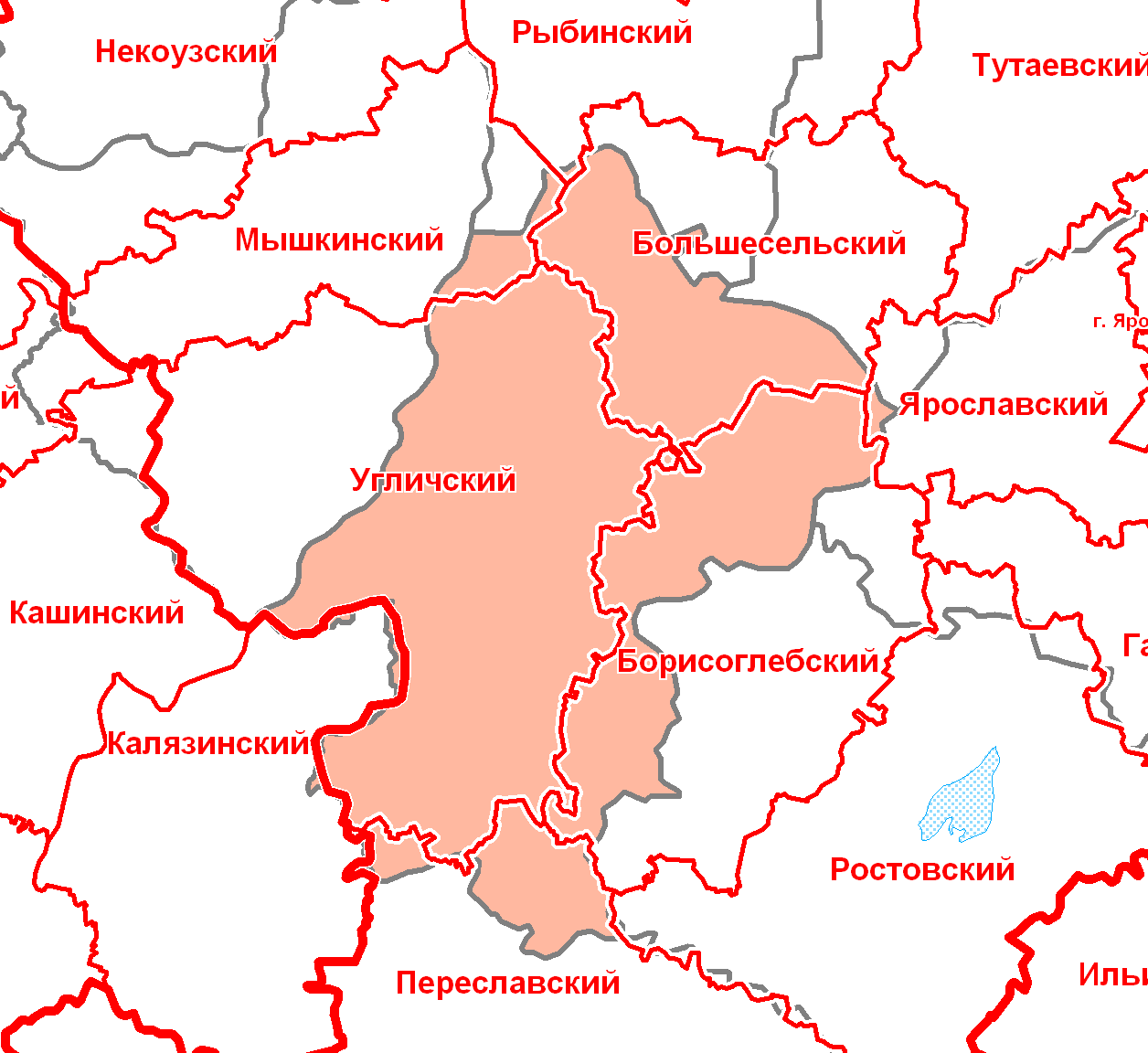
Угличский уезд в современной сетке районов

В даний час територія Углицького повіту (в межах на 1917 рік) входить до складу 5 районів Ярославської області: 
- Углицького района
- Мишкінського района
- Великосільского района
- Борисоглібського района
- Переславского района

## Історія
Углицький повіт почав формуватися ще в період феодальної роздробленості, проте не мав тоді постійних, чітко встановлених меж. З ліквідацією в 1520-30-х роках питомої системи в Углич стали призначатися намісники з Москви.  Поступово він став адміністративним центром Углицького  повіту, який на початку XVII століття складався з 6 станів: Міського, Елоцького, Кацького, Рожалівського, Моложського, Койського і волості Кестьма. 
У зв'язку з указом Петра I від 18 грудня 1708 року було повіт був включений до складу Санкт-Петербурзької (Інгерманляндська 1708-1710 рр.) губернії. У 1719 році при розподілі губернії на провінції територія повіту увійшла до складу Углицької провінції. У липні 1727 року Углицька провінція передана в Московську губернію, на її території були організовані повіти, як адміністративні одиниці, в тому числі Углицький.  Указом Катерини II провінції ліквідовувалися, проводився новий адміністративно-територіальний поділ. 23 лютого 1777 року створено Ярославське намісництво, серед 12 його повітів був Углицький.  Указом Павла I від 12 грудня 1796 року було введено новий поділ держави на губернії.  В ході перетворення Ярославського намісництва в губернію територія повіту змінилася, до нього відійшли частини скасованих Борисоглібського і Петровського повітів.  У XIX столітті значних змін у складі Углицького повіту не відбулося. У зв'язку з реформою 1861 року він був розділений на 16 волостей (2 стана по 8 волостей). 
У 1918 році до складу Углицького повіту перейшли 4 волості Мишкінського повіту: Муравйовська, Спаська, Плосківська і Прилуцька. З лютого 1921 по лютий 1923 рік повіт входить до складу Рибінської губернії. У 1923 році до нього приєдналися Кліматінська і частина Єгор`євської волості Мишкінського повіту, частини Олексійцівської і Андріївської волостей Тутаєвського повіту і частина Микольської волості Рибінського повіту. Частини Новосельської і Покровської волостей відійшли до Рибінського повіту, а частина Якимівського до Ярославського. Тоді ж затверджено новий розподіл на 9 укрупнених волостей. 
У 1929 році повіт ліквідовано, його територія увійшла до складу Ярославського округу Іванівської промислової області. 

## Населення
За відомостями 1859 року населення повіту становило 102 041 жителів. 
За переписом 1897 року в повіті було 94 573 жителів (35 950 чоловіків і 58 623 жінки). 
За даними перепису населення 1926 року Углицький повіт Ярославської губернії мав площу 4023 км², 1492 населених пункти з населенням 132   277 осіб. 

## Адміністративний поділ
У 1862 році в Углицькому повіті було 15 волостей: Великосільска, Василівська, Високовська, Заозерська, Іванівська, Малахівска, Микольська, Ново-Заозерська, Новосільська, Новська, Покровська, Усолівська, Цепелевская, Чуряківска, Якимівська. 
У 1890 році до складу повіту входило 16 волостей 
| № п / п | Волость       | Волосне правління | Число селищ | Населення |
| ------- | ------------- | ----------------- | ----------- | --------- |
| 1       | Великосільска | с. Велике         | 69          | 4637      |
| 2       | Василівська   | с. Василеве       | 40          | 6268      |
| 3       | Високовська   | с. Високове       | 40          | 6600      |
| 4       | Ермолівска    | д. Єрмолове       | 54          | 4263      |
| 5       | Заозерська    | с. Заозеря        | 32          | 7118      |
| 6       | Іллінська     | с. Иллінське      | 81          | 9195      |
| 7       | Клементівська | с. Клементьєве    | 34          | 3557      |
| 8       | Кондаковська  | с. Кондакове      | 29          | 4821      |
| 9       | Мікляєвська   | д. Мікляєве       | 29          | 6925      |
| 10      | Неверковська  | с. Неверково      | 37          | 4692      |
| 11      | Нікольська    | с. Нікольське     | 81          | 4915      |
| 12      | Новосільська  | с. Нове           | 95          | 4064      |
| 13      | Покровська    | с. Покровське     | 110         | 3129      |
| 14      | Сигорська     | д. Путчіно        | 49          | 7781      |
| 15      | Улеймінська   | с. Улеймінське    | 83          | 10451     |
| 16      | Якімковська   | д. Данильцеве     | 62          | 3659      |

У 1913 році в повіті також було 16 волостей. 
У поліцейському відношенні повіт був розділений на 2 стани: 
- 1-й стан, станова квартира с.  Авдотіно .
- 2-й стан, станова квартира с.  Иллінське .

У місті Угличі - поліцейський наглядач. 
У 1923 році в повіті було 9 укрупнених волостей : 
- Великосільска - с. Велике,
- Високовська - с. Високово,
- Заозерська - с. Заозеря,
- Калінінська - с.  Иллінське,
- Ленінська - м. Углич,
- Мікляївська - д.  Мікляева,
- Неверковська - с. Неверково,
- Радіщевська - с. Нікольське,
- Свердловська - м.  Углич .

## Населені пункти
Найбільші населені пункти за переписом населення 1897 р, жит .: 
- м. Углич - 9698
- с. Заозеря - 2069
- с. Велике - 485

## Відомі уродженці
- Василь Федорович Ушаков (1891-1941) - російський поет-самоучка.
- Михайло Ілліч Кошкін (1898-1940) - радянський конструктор, начальник КБ танкобудування Харківського заводу, який створив знаменитий танк Т-34 .